# كورتني جولي
كورتني جولي (بالإنجليزية: Courtney Jolly)‏ هي سائقة سيارة سباق أمريكية، ولدت في 18 سبتمبر 1986.